# Gentiana myrioclada
Gentiana myrioclada är en gentianaväxtart som beskrevs av Adrien René Franchet. Gentiana myrioclada ingår i släktet gentianor, och familjen gentianaväxter. Utöver nominatformen finns också underarten G. m. wuxiensis.